# 62 Геркулеса
62 Геркулеса (лат. 62 Herculis, HD 155104) — одиночная звезда в созвездии Геркулеса на расстоянии приблизительно 372 световых лет (около 114 парсек) от Солнца. Видимая звёздная величина звезды — +6,276m.

## Характеристики
62 Геркулеса — бело-голубая звезда спектрального класса B5, или A0, или A4Vn. Масса — около 2,199 солнечных, радиус — около 2,14 солнечных, светимость — около 17,65 солнечных. Эффективная температура — около 8400 K.

## Планетная система
В 2019 году учёными, анализирующими данные проектов HIPPARCOS и Gaia, у звезды обнаружена планета.